# Coupe de Luxembourg 1954-1955
La Coppa di Lussemburgo 1954-1955 è stata la 30ª edizione della coppa nazionale lussemburghese disputata tra il 19 settembre 1954 e il 19 giugno 1955 e conclusa con la vittoria del Fola Esch, al suo terzo titolo.

## Formula
Eliminazione diretta in gara unica.

### Turno preliminare
| Squadra 1                | Risultato | Squadra 2         |
| ------------------------ | --------- | ----------------- |
| 19 settembre 1954        |           |                   |
| Progrès Grund            | 1 − 3     | Spora Luxembourg  |
| Red Black Pfaffenthal    | 2 − 3     | Stade Dudelange   |
| The National Schifflange | 7 − 1     | Daring Echternach |

### Sedicesimi di Finale
| Squadra 1                   | Risultato  | Squadra 2                |
| --------------------------- | ---------- | ------------------------ |
| 12 dicembre 1954            |            |                          |
| Amis des Sports Schifflange | 2 − 3      | Fola Esch                |
| Aris Bonnevoie              | 5 − 0      | Oberkorn                 |
| Chiers Rodange              | 2 − 3      | Red Star Merl            |
| Differdange                 | 2 − 1      | US Dudelange             |
| Grevenmacher                | 5 − 2      | Alliance Dudelange       |
| Jeunesse Wasserbillig       | 0 − 1      | Red Boys Differdange     |
| Hamm 37                     | 2 − 6      | Young Boys Diekirch      |
| Pétange                     | 1 − 2      | Blue Boys Muhlenbach     |
| Progrès Niedercorn          | 4 − 1      | Rapid Neudorf            |
| Rumelange                   | 0 − 2      | Union Luxembourg         |
| Spora Luxembourg            | 2 − 0      | Sporting Bettembourg     |
| Stade Dudelange             | 5 - 0      | Jeunesse Esch            |
| Tetange                     | 3 - 0      | Etzella Ettelbruck       |
| Titus Lamadelaine           | 3 − 9      | The National Schifflange |
| Avenir Beggen               | 2 − 2(dts) | Racing Rodange           |

| Squadra 1                    | Risultato | Squadra 2     |
| ---------------------------- | --------- | ------------- |
| 15 dicembre 1954 (Spareggio) |           |               |
| Racing Rodange               | 1 − 0     | Avenir Beggen |

### Ottavi di Finale
| Squadra 1                | Risultato  | Squadra 2                   |
| ------------------------ | ---------- | --------------------------- |
| 19 dicembre 1954         |            |                             |
| Grevenmacher             | 2 − 3      | Fola Esch                   |
| Racing Rodange           | 3 − 1      | Young Boys Diekirch         |
| Red Boys Differdange     | 3 − 0      | Aris Bonnevoie              |
| Spora Luxembourg         | 5 − 0      | Résidence Walferdange       |
| Stade Dudelange          | 6 − 0      | Amis des Sports Schifflange |
| Union Luxembourg         | 3 − 0      | Blue Boys Muhlenbach        |
| Tetange                  | 1 − 1(dts) | Progrès Niedercorn          |
| The National Schifflange | 3 − 3(dts) | Red Star Merl               |

| Squadra 1                    | Risultato | Squadra 2 |
| ---------------------------- | --------- | --------- |
| 22 dicembre 1954 (Spareggio) |           |           |
| Progrès Niedercorn           | 3 − 1     | Tetange   |

| Squadra 1                    | Risultato | Squadra 2                |
| ---------------------------- | --------- | ------------------------ |
| 25 dicembre 1954 (Spareggio) |           |                          |
| Red Star Merl                | 4 − 2     | The National Schifflange |

### Quarti di Finale
| Squadra 1        | Risultato | Squadra 2            |
| ---------------- | --------- | -------------------- |
| 2 gennaio 1955   |           |                      |
| Red Star Merl    | 2 − 4     | Red Boys Differdange |
| Spora Luxembourg | 0 − 1     | Progrès Niedercorn   |
| Stade Dudelange  | 4 − 0     | Racing Rodange       |
| Union Luxembourg | 1 − 2     | Fola Esch            |

### Semifinali
| Squadra 1          | Risultato  | Squadra 2            |
| ------------------ | ---------- | -------------------- |
| 27 marzo 1955      |            |                      |
| Progrès Niedercorn | 1 − 1(dts) | Fola Esch            |
| Stade Dudelange    | 0 − 0(dts) | Red Boys Differdange |

| Squadra 1                  | Risultato | Squadra 2       |
| -------------------------- | --------- | --------------- |
| 28 aprile 1955 (Spareggio) |           |                 |
| Red Boys Differdange       | 2 − 1     | Stade Dudelange |

| Squadra 1                 | Risultato | Squadra 2          |
| ------------------------- | --------- | ------------------ |
| 2 maggio 1955 (Spareggio) |           |                    |
| Fola Esch                 | 3 − 1     | Progrès Niedercorn |

## Finale
| Lussemburgo (città) 5 giugno 1955, ore 15.30                                  | Fola Esch | 1 – 1 (d.t.s.)      | Red Boys Differdange | Stade de Luxembourg (2500 spett.) |
| \| \| \| \| \| François Arnscheidt 83’ \| Marcatori \| 39’ Benito Balestri \| |           |                     |                      |                                   |
|                                                                               |           |                     |                      |                                   |
| François Arnscheidt 83’                                                       | Marcatori | 39’ Benito Balestri |                      |                                   |

## Finale (Ripetizione)
| Lussemburgo (città) 19 giugno 1955, ore 15.30                                                                                 | Fola Esch | 4 – 1            | Red Boys Differdange | Stade de Luxembourg (2000 spett.) |
| \| \| \| \| \| Guillaume Peiffer 16’ Alphonse Schumacher 53’, 74’ Pierre Wanderscheid 76’ \| Marcatori \| 57’ Werner Stein \| |           |                  |                      |                                   |
| |           |                  |                      |                                   |
| Guillaume Peiffer 16’ Alphonse Schumacher 53’, 74’ Pierre Wanderscheid 76’                                                    | Marcatori | 57’ Werner Stein |                      |                                   |

| Fola Esch | Red Boys Differdange |

### Formazioni
| Fola Esch       |    |                     |  |          |  |
|                 |    |                     |  |          |  |
| POR             | 1  | François Maas       |  |          |  |
| DIF             | 2  | Romain Scheneider   |  |          |  |
| DIF             | 3  | Herny Wagner        |  |          |  |
| DIF             | 4  | Jean Fratoni        |  |          |  |
| DIF             | 5  | Aldo Caurla         |  |          |  |
| DIF             | 6  | Guy Schmidt         |  |          |  |
| CEN             | 7  | Pierre Wanderscheid |  | 76’      |  |
| CEN             | 8  | Guillaume Peiffer   |  | 18’      |  |
| ATT             | 9  | Alphonse Schumacher |  | 53’, 74’ |  |
| ATT             | 10 | Willy Falchero      |  |          |  |
| ATT             | 11 | François Arnscheidt |  |          |  |
| A disposizione: |    |                     |  |          |  |
| Allenatore:     |    |                     |  |          |  |
| ?               |    |                     |  |          |  |

| Red Boys Differdange |    |                 |  |     |  |
|                      |    |                 |  |     |  |
| POR                  | 1  | Théo Kemp       |  |     |  |
| DIF                  | 2  | Pierre Wagner   |  |     |  |
| DIF                  | 3  | Léon Spartz     |  |     |  |
| DIF                  | 4  | François Spartz |  |     |  |
| DIF                  | 5  | Raymond Orlando |  |     |  |
| DIF                  | 6  | Nicolas May     |  |     |  |
| CEN                  | 7  | Enrico Ginepri  |  |     |  |
| CEN                  | 8  | Henri Damme     |  |     |  |
| ATT                  | 9  | Nicolas Klein   |  |     |  |
| ATT                  | 10 | Werner Stein    |  | 57’ |  |
| ATT                  | 11 | Benito Balestri |  |     |  |
| A disposizione:      |    |                 |  |     |  |
| Allenatore:          |    |                 |  |     |  |
| ?                    |    |                 |  |     |  |